# کلات (دشتی)
کلات، روستایی از توابع بخش کاکی شهرستان دشتی استان بوشهر ایران است.

## جمعیت
این روستا در دهستان کبگان قرار دارد و بر اساس سرشماری سال ۱۳۸۵ آمار رسمی جمعیت آن (۱۰ خانوار) ۴۴ نفر می‌باشد.